# Bohuš Kafka
Bohuš Kafka (17. září 1901 Náměšť nad Oslavou – 14. listopadu 1978 Brno) byl moravský úředník, spisovatel, básník a publicista.

## Život
Vlastním jménem Bohumír Kafka, po vystudování brněnské střední obchodní školy pracoval jako úředník spořitelny v Moravském Krumlově. V roce 1927 odešel do Brna, kde pracoval ve spořitelně až do invalidního důchodu v roce 1952. 
Mezi jeho přátele patřili např. Vítězslav Nezval, František Halas, Josef Věromír Pleva, Jaroslav Seifert.
Svými verši přispíval do Lidových novin. V letech 1940–1948 byl členem Moravského kola spisovatelů (MKS), své básně zveřejňoval též v jeho časopise Kolo.
Byl pohřben na Ústředním hřbitově v Brně.

## Dílo

### Knižní vydání
- Moderní tajemník lásky aneb Rádce milenců (obšírný a pochopitelný návod, jak se píší dopisy týkající se lásky, známosti a manželství pro všecky stavy a případy; pod pseudonymem Jaroslav Malý; Praha: Šolc a Šimáček, 1920)
- Květiny a svět (verše 1927–1928; Brno: vlastním nákladem, 192)
- Zrcadlo (poesie 1928–1929; Moravský Krumlov: Národní knihtiskárna, 1929)
- Pásmo (báseň; Brno: nákladem vlastním, 1930)
- Obzory (poesie let 1933–1935; Brno: v. n., 1936)
- Řeka zpívá (Brno: Družstvo MKS, 1947)

### Soubory
- Řeky a rybáři v české poesii (uspořádali B. Kafka a Vladimír Pazourek; Dolní Kounice: Národní knihtiskárna, 1939; Vodňany: Antonín Dvořák, 1946)

### Monografie a katalogy
- Josef Jambor (Havlíčkův Brod: Krajské nakladatelství, 1956)
- Milena Šimková-Elgrová (úvod ke katalogu výstavy obrazů, Brno 31. ledna 1959 – 26. února 1959; Brno: Dům umění, 1959)
- Užitá grafika 1960-1966 (úvod ke katalogu výstavy, Karlovy Vary 15. května 1966 – 19. června 1966; Brno: Svaz čsl. výtvarných umělců, pobočka v Brně, 1966)

### Zajímavost
Kafkovu sbírku uměleckých plakátů vlastní Moravská galerie v Brně a Uměleckoprůmyslové muzeum v Praze.